# هایپات
هایپات (hipot) مخفف high potential است. به صورت متعارف هایپات به کلاس ابزارهای تست امنیت الکتریکی گفته می‌شود که برای بررسی عایق گذاری الکتریکی در تجهیزات نهایی کابل‌ها یا دستگاه سیم‌کشی شده، موتورهای الکتریکی و ترانسفورماتورها استفاده می‌شود.
در شرایط نرمال هر دستگاه الکتریکی حداقل مقداری از جریان نشتی براساس ولتاژها و ظرفیت‌های داخلی که درون محصول وجود دارد تولید می‌کند. هنوز به علت عیوب طراحی یا سایر عوامل عایق گذاری در محصول ممکن است از بین برود که منجر به جریان نشتی بسیار زیاد می‌شود. این شرایط شکست می‌تواند منجر به شوک یا نابودی هر چیزی که با محصول معیوب en:Hipotدر ارتباط است شود.
تست هایپات (که معمولاً تست ولتاژ مقاومت عایق نامیده می‌شود) کفایت عایق گذاری محصول را برای حفاظت اپراتور از شوک الکتریکی بررسی می‌کند. در یک آزمون هایپات معمولی ولتاژ بالا بین رساناهای حامل جریان و پوشش متالیک آن به کار برده می‌شود. جریان ایجاد شده که در یک عایق جریان پیدا می‌کند به عنوان جریان نشتی شناخته می‌شود که توسط آزمونگر هایپات کنترل می‌شود. تئوری پشت این تست این است که اگر تعمد فوق برنامه تست ولتاژ منجر به از بین رفتن اثرگذاری عایق گذاری نشود، محصول برای استفاده در شرایط عملیاتی عادی ایمن است، همان‌طور که از اسم آزمون برمی آید (ولتاژ مقاومت عایق).
علاوه بر فشار بیش از حد عایق گذاری، آزمون همچنین می‌تواند برای شناسایی نقص‌های مواد اولیه ماده ای و ساخت، مهم‌تر از آن فواصل شکافی کوچک بین رساناهای حامل جریان و زمین عمل کند. زمانی که محصول در شرایط معمولی اجرا می‌شود عوامل محیطی مثل رطوبت، غبار، لرزش، شوک و آلاینده‌ها می‌تواند این شکاف‌های کوچک را ببندد و به جریان اجازه عبور دهد. در این شرایط اگر نقص‌ها در کارخانه اصلاح نشود می‌تواند خطر شوک به وجود آورد. هیچ آزمون دیگری نمی‌تواند اینگونه نقص را به خوبی آزمون مقاوت عایقی آشکار کند.
سه نوع آزمون هایپات به‌طور معمول استفاده می‌شود، این سه آزمون از لحاظ مقدار ولتاژ به کار رفته و مقدار عبور جریان قابل پذیرش تفاوت دارند:
1. آزمون گسست عایقی: ولتاژ آزمون تا زمانی که عایق از بین می‌رود افزایش می‌باید و اجازه عبور جریان زیادی را می‌دهد. این عایق اغلب با این آزمون از بین می‌رود بنابراین این آزمون براساس نمونه تصادفی مورد استفاده قرار می‌گیرد. این آزمون به طراحان اجازه می‌دهد که ولتاژ از بین برنده طراحی محصول را تخمین بزنند و جایی که تخریب اتفاق افتاده را مشاهده کنند.
2. آزمون مقاومت عایق: ولتاژ آزمون استاندارد پایین‌تر از ولتاژ شکست تعیین شده به کار گرفته می‌شود و جریان نشتی کنترل می‌شود. حریان نشتی باید پایین‌تر از حد تعیین شده یا جایی که آزمون به نظر شکست می‌خورد باشد. این آزمون غیر مخرب بوده و موجب تخریب نمی‌شود و اغلب توسط کارشناسان ایمنی برای آزمون خط تولید روی همهٔ محصولات قبل از ترک کارخانه اجرا می‌شوند.
3. آزمون مقاومت عایق گذاری: این آزمون برای تعیین مقدار مقاومت قابل سنجش برای تمام عایق گذاری محصول استفاده می‌شود. ولتاژ آزمون به شیوهٔ مشابهی همچون آزمون هایپات استاندارد به کار گرفته می‌شود اما مخصوص جریان مستقیم می‌باشد سپس ولتاژ و مقدار جریان محاسبه شده برای محاسبهٔ مقاومت عایق گذاری استفاده می‌شود.

## آزمونگر هایپات
آزمونگر هایپات دستگاه الکترونیکی است که برای بررسی عایق گذاری الکتریکی در دستگاه که می‌تواند در صورت تخریب فرد را در معرض شوک قرار دهد مورد استفاده قرار گیرد که به‌طور کلی شامل:
1. منبع ولتاژ بالا
2. میزان جریان
3. ماتریس تبدیل که برای ارتباط منبع ولتاژ بالا و میزان جریان در تمام نقاط تماس در کابل استفاده می‌شود.

آزمونگر هایپات بسیار مشابه آزمونگر کابل می‌تواند باشد و اغلب هر دوی این‌ها در یک دستگاه ترکیب می‌شوند.
در یک دستگاه سیم‌کشی شده عادی آزمونگر هایپات باید جریان‌های مشابه را به زمین وصل کند؛ سپس آزمونگر یکی یکی جریان داده شده را از زمین قطع می‌کند و آن جریان را به ولتاژ بالا اتصال می‌دهد، جریانی که عبور می‌کند از این نظر که به حد کافی کم است بررسی می‌شود.